# 香港伊斯蘭教
香港的伊斯蘭教教徒，根據2016年的人口普查，佔香港人口的4.1％，即約30萬。：在這個數字中，有50,000是中國大陆人(回族、維吾爾族)，150,000是印度尼西亞移民，還有30,000是巴基斯坦移民，其餘的來自世界其他地區。香港的絕大多數穆斯林是遜尼派。
在香港，約有12,000個穆斯林家庭是“本地男孩”家庭，這是具有中國和南亞血統的穆斯林，他們是由早期的穆斯林南亞移民衍生而來的，他們吸收了當地的中國妻子（蛋家人），並把自己的孩子撫養成穆斯林。來自中國大陸的回族穆斯林在香港伊斯蘭教的發展中也發揮了作用，例如來自廣州的脱维善，並因此有學校命名為伊斯蘭脫維善紀念中學。
在新的千年中，香港穆斯林人數最多的是印度尼西亞人，其中大多數是女性外國家庭傭工。他們佔香港穆斯林人口的120,000多。

## 香港伊斯蘭教主要組織
這些組織主要包括：
- 中華回教博愛社
- 香港大學學生會穆斯林學生協會
- 香港回教信託基金總會
- 香港伊斯蘭聯會
- 香港伊斯蘭青年協會
- 香港穆斯林聯會
- 香港中國回教協會
- 香港回教婦女會
- 巴基斯坦會
- 巴基斯坦商會
- Dawat-e-Islami, Hong Kong
- Idara Minhajul Quran
- 最後的使者運動香港
- 印度穆斯林會
- 國際伊斯蘭會
- 香港巴基斯坦伊斯蘭福利聯會
- 人民福利服務組織

## 清真寺
香港現有四間清真寺，分別位於港島中環些利街、灣仔愛群道、九龍彌敦道和柴灣哥連臣角，四間清真寺每日均舉行祈禱聚會：
- 中環些利街清真寺為香港最古老的清真寺，初建於1840年代，後於1915年重建。
- 灣仔愛群道的清真寺暨伊斯蘭中心於1981年9月啟用，可容納700多名教徒參加禮拜。
- 九龍清真寺暨伊斯蘭中心在1984年啟用，可容納約2000名教徒參加禮拜。
- 哥連臣角回教墳場也有一座清真寺。

香港回教信託基金總會負責統籌伊斯蘭教的事務，並管理所有清真寺和伊斯蘭教墳場。該會由四個回教社團組成，分別為香港伊斯蘭聯會、巴基斯坦聯會、印度穆士林協會和达乌迪協會（什葉派）。
香港的伊斯蘭教社團提供各種慈善服務，包括向有需要的人士提供經濟援助、教育、醫療護理和助學等。

## 資料來源
1. ↑  劉子維. . BBC中文網. 2017-03-01  [2018-05-17]. （原始内容存档于2021-05-04） （中文（繁體））. （页面存档备份，存于）
2. ↑  .   [2008-10-21]. （原始内容存档于2008-09-17）. （页面存档备份，存于）
3. . （原始内容存档于2008年10月28日） （中文（繁體））. （页面存档备份，存于）